# Бачатський
Бача́тський (рос. Бачатский) — селище міського типу у складі Біловського міського округу Кемеровської області, Росія.

## Населення
Населення — 14402 особи (2010; 14990 у 2002).